# Jean-Louis Schlesser
Jean-Louis Schlesser, född 12 september 1948 i Nancy, är en fransk racerförare och rallyförare. Han är brorson till racerföraren Jo Schlesser.

## Racingkarriär
Schlesser deltog i två lopp i Formel 1, ett för RAM i Frankrike 1983 och ett för Williams i Italien 1988. Han lyckades inte kvalificera sig till det första men han kom på elfte plats i det andra loppet. 
Under senare år har Schlesser tävlat i Rally-Raid, bland annat i Dakarrallyt, i sin egenbyggda buggy, Schlesser-Buggy. Åren 1999 och 2000 vann han Dakarrallyt, med motorer från franska Renault. Han har även tävlat med motorer från Ford och Seat, dock utan att vinna.

## F1-karriär
| Säsong | Stall/Tillverkare | Poäng | Placering |
| ------ | ----------------- | ----- | --------- |
| 1983   | RAM-Ford          | 0     | –         |
| 1988   | Williams-Judd     | 0     | –         |